# 马库勒核电站
马库勒核电站（法語：Site nucléaire de Marcoule）是法国加尔省许斯克朗的一座核电站，离同省的塞兹河畔巴尼奥勒较近。周边旅游业较发达。该工厂位于阿维尼翁以西约25公里处，在罗讷河的河岸边。
自1956年投入运营以来，马库勒核电站是由原子能和替代能源委员会（CEA）和阿海珐NC运行一个庞大的核电站，被称为CEA VALRHO马库勒。第一次工业的和军用的钚实验发生在马库勒核电站。该核电站的多元化经营始于1970年代的创建Phénix快中子增殖反应堆原型，这个业务曾一直持续运行到2009年才停止，已经成为现今退役核设施活动的重要场所。Phénix快中子增殖反应堆很可能在在2015-2020年时间范围被ASTRID（高级工业示范钠技术反应堆）钠冷快中子反应堆接替。

## 反应堆
马库勒核电站安置许多第一代法国UNGG反应堆，所有这些都已经被关闭。从那时起，它还运营两家重水反应堆生产氚。所有的工厂冷却都来自罗讷河。
| 单元           | 类型       | 净发电 | 总发电 | 建造开始     | 建造结束      | 全运行        | 关闭           |
| -------------- | ---------- | ------ | ------ | ------------ | ------------- | ------------- | -------------- |
| Marcoule G1    | UNGG       | 2 MW   |        | 1955年       | 1956年1月7日  |               | 1968年10月15日 |
| Marcoule G2    | UNGG       | 39 MW  | 43 MW  | 1955年1月3日 | 1959年4月22日 | 1959年4月22日 | 1980年2月2日   |
| Marcoule G3    | UNGG       | 40 MW  | 43 MW  | 1956年3月1日 | 1960年4月4日  | 1960年4月4日  | 1984年6月2日   |
| Celestin 1     | 氚增殖     |        |        |              |               | 1967年        | 2009年         |
| Celestin 2     | 氚增殖     |        |        |              |               | 1968年        | 2009年         |
| 鳳凰號(Phénix) | 快中子增殖 | 130 MW | 142 MW | 1968年3月1日 |               | 1974年7月14日 | 2010年2月1日   |

## 2011年爆炸
在2011年9月12日，有用于熔化的放射性的“低，非常低”级的金属废料的炉子爆炸，造成炸死一人，并炸伤四人。这次爆炸发生在包装废弃物和工业废水协会（SOCODEI）的中央核加工和包装（Centraco）中心工厂，它是法国电力公司的姊妹公司。因为泄漏的危险，消防员在工厂周围设立安全警戒线。

## 图片

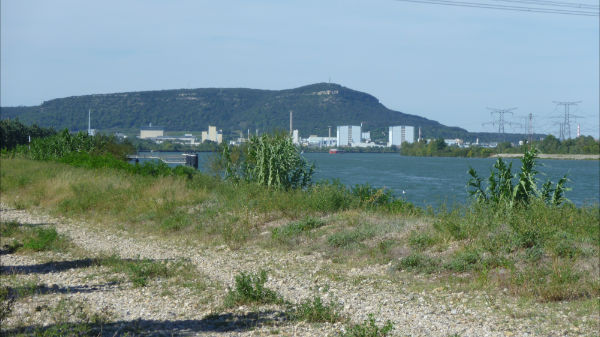
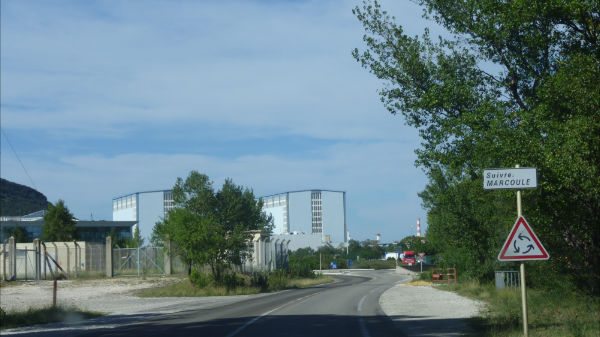
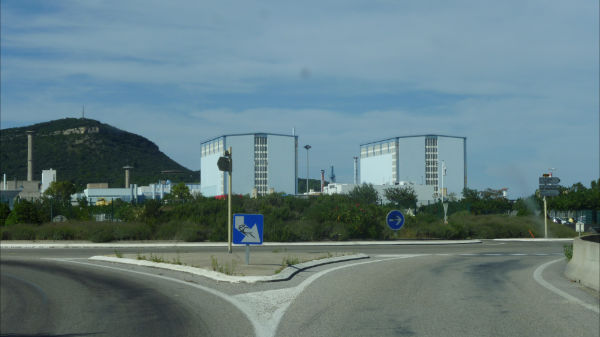